# Centre Alma
Le centre Alma est un centre commercial géré par le groupe Unibail-Rodamco-Westfield et situé dans le quartier Les Chalais, près de la rocade de Rennes en Bretagne, en France.
Inauguré le 27 avril 1971, le centre Alma possède la plus grande galerie marchande de Bretagne avec 47 000 m². Depuis le 23 octobre 2013, elle comporte 104 enseignes, dont deux grandes surfaces, sept moyennes surfaces, onze points de restauration ainsi que de nombreuses enseignes exclusives en France ou en Bretagne,.
Ce site est desservi par le métro : station Henri Fréville, et par voies de bus : lignes C3, 13 et 32.

## Histoire et développement du centre
Le centre commercial Alma ouvre ses portes en avril 1971, pensé au sud de Rennes pour s'intégrer dans une zone à urbaniser en priorité. Il est alors le quatrième centre commercial à voir le jour en France et le premier dans le Grand Ouest. À l'époque, il s'adresse à la population grandissante de l'agglomération rennaise. Le Centre Alma s'inscrit alors comme une référence commerciale régionale en Bretagne, statut qui reste encore le sien aujourd'hui.
En 1990, le centre s'agrandit avec la création d'une tour de bureau en verre haute de quarante mètres, Alma City,.
En 2005, Unibail Rodamco annonce la signature d'un partenariat avec Bail investissement, pour la détention, la gestion et le développement du centre commercial de Rennes. Le groupe mène une réflexion en 2011 pour une éventuelle extension en 2013 pour moderniser le centre commercial, ce qui lui permettrait de gagner 10 500 m2 de surface commerciale supplémentaire en continuité direct avec la structure actuelle. Les travaux, qui ont souvent eu lieu de nuit, ont commencé en 2012 pour un budget de plus de cent millions d'euros.
En 2013, la décoration du centre Alma est complètement repensée et un agrandissement est réalisé afin d'accueillir quarante-trois nouvelles boutiques, dont des exclusivités européennes et régionales ainsi que des nouveaux services. La galerie passe ainsi de 35 000 m2 à près de 47 000 m2, deux nouvelles entrées sont créées et les façades et abords sont totalement repensés. L'inauguration attire 45 000 personnes, le 23 octobre 2013,.
Dans les années 2010, la fréquentation du centre est stable, autour de 7,2 millions visiteurs par an.
En 2020, Unibail cède 55 % des parts du centre commercial à une coentreprise composée du Crédit Agricole Assurances et la foncière La Française.

## Caractéristiques
- Superficie commerciale avant 2013 : 35 000 m2
- Superficie commerciale depuis 2013 : 46 650 m2
- Nombre de boutiques : 104 boutiques dont deux grandes surfaces, des enseignes Carrefour, 14 500 m² et Printemps, 8 000 m²), sept moyennes surfaces, onze restaurants, ainsi que de nombreuses enseignes exclusives en France ou en région.
- Parking : 2 700 places de parking (dont 900 places aériennes)
- Fréquentation : 6,4 millions (2011)

## Aux alentours
Le centre commercial est bordé :
- Au Nord par le quartier des Chalais ;
- À l'Est par l'avenue Henri-Fréville, où l'on trouve un magasin, une concession automobile et deux restaurants ;
- Au Sud par la rocade de Rennes ;
- À l'Ouest par un hôtel 3 étoiles, le Parc de Bréquigny (créé lui aussi en 1971), le lycée du même nom ainsi que d'autres enseignes et un bowling ;
- Au Sud-Ouest, entre l'allée d'Ukraine et la rocade rennaise, est implanté le nouveau siège social du Groupe Le Duff.

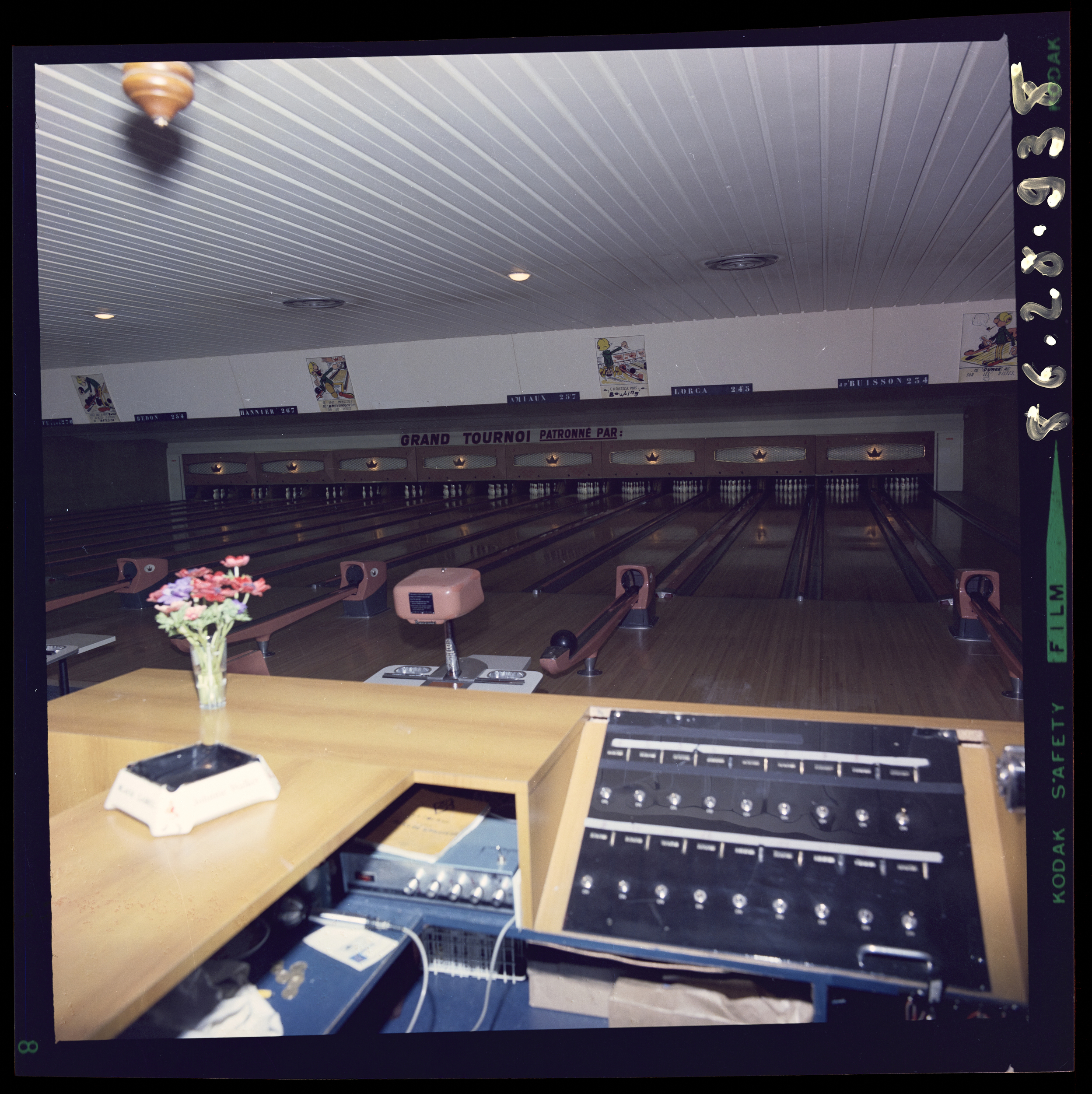
Le Bowling du centre Alma - Musée de Bretagne.
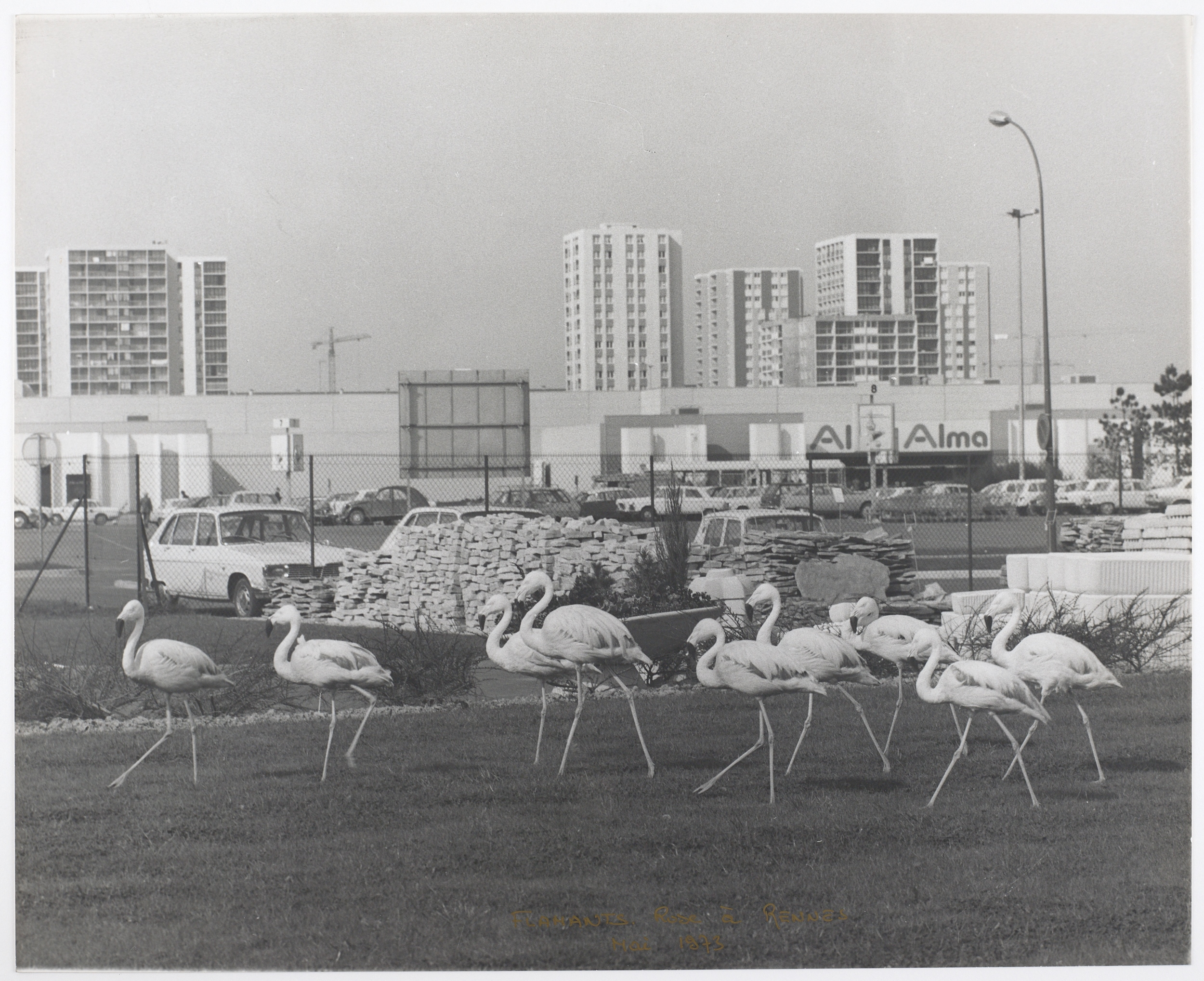
Flamants rose à Rennes - Musée de Bretagne.
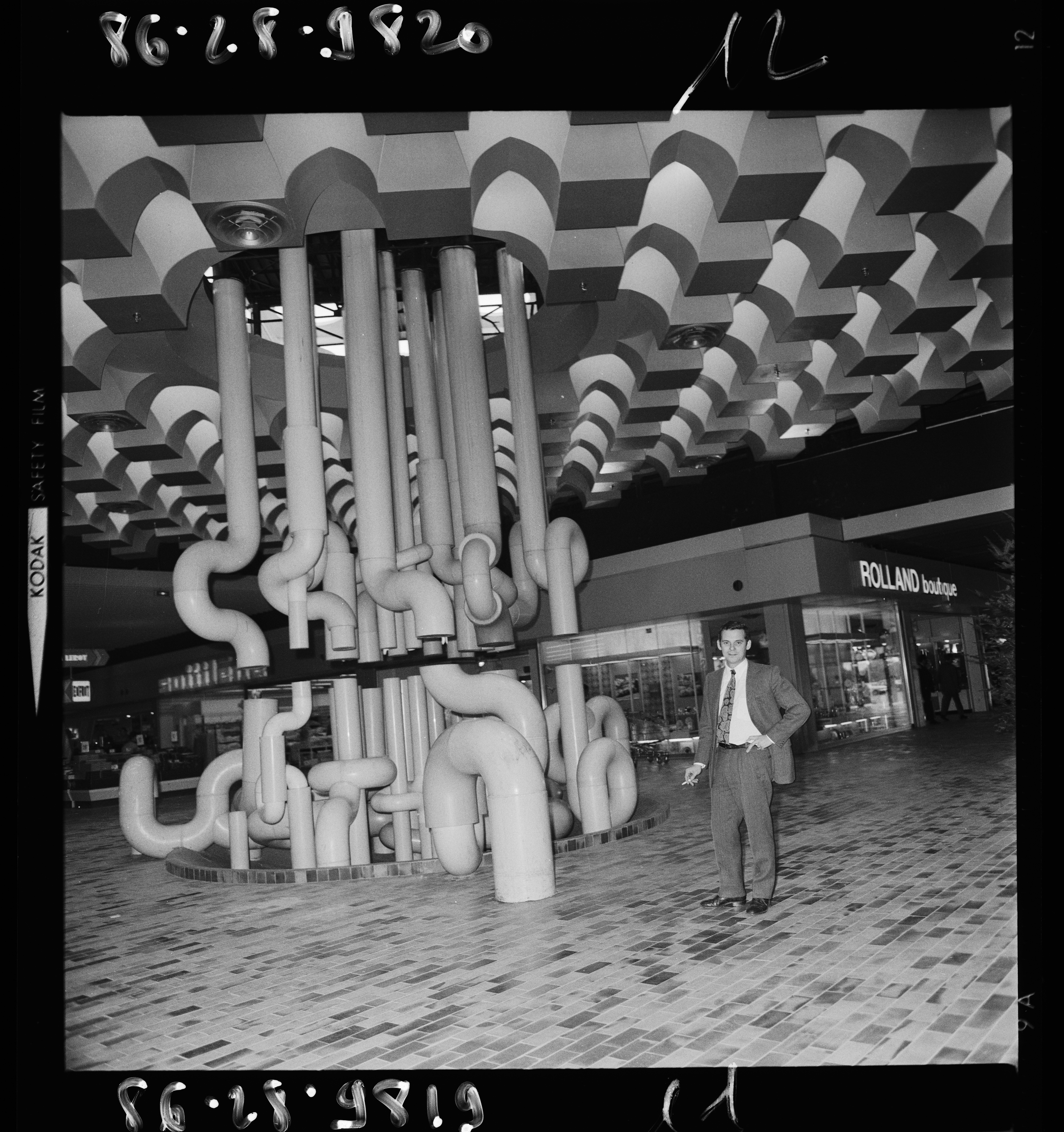
Reportage au centre Alma - Musée de Bretagne.